# Galium flaviflorum
Galium flaviflorum är en måreväxtart som först beskrevs av Ernst Rudolf von Trautvetter, och fick sitt nu gällande namn av A.D. Mikheev. Galium flaviflorum ingår i släktet måror, och familjen måreväxter. Inga underarter finns listade i Catalogue of Life.